# Bürgergarde „blau-gold“ von 1904

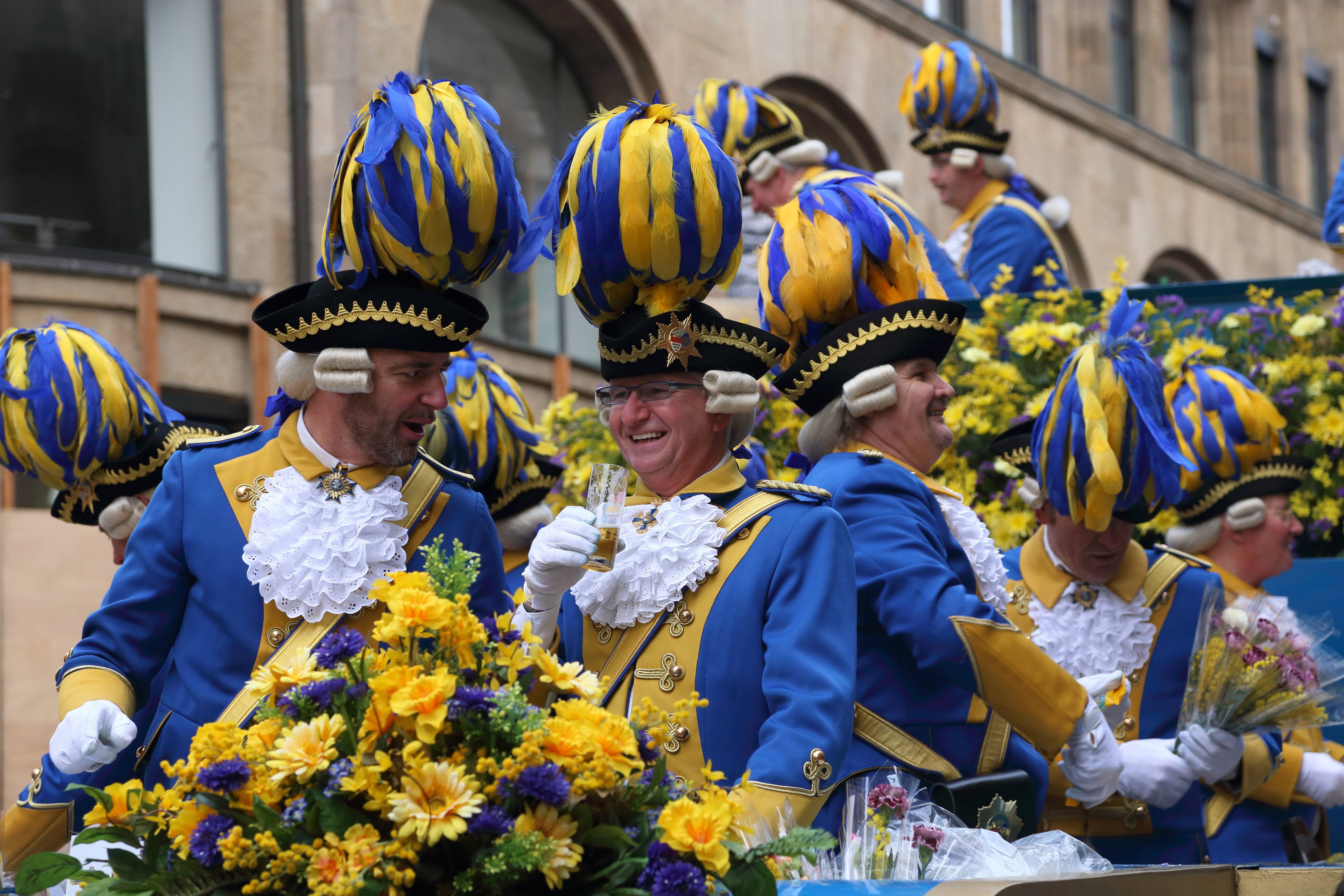
Rosenmontagszug 2013

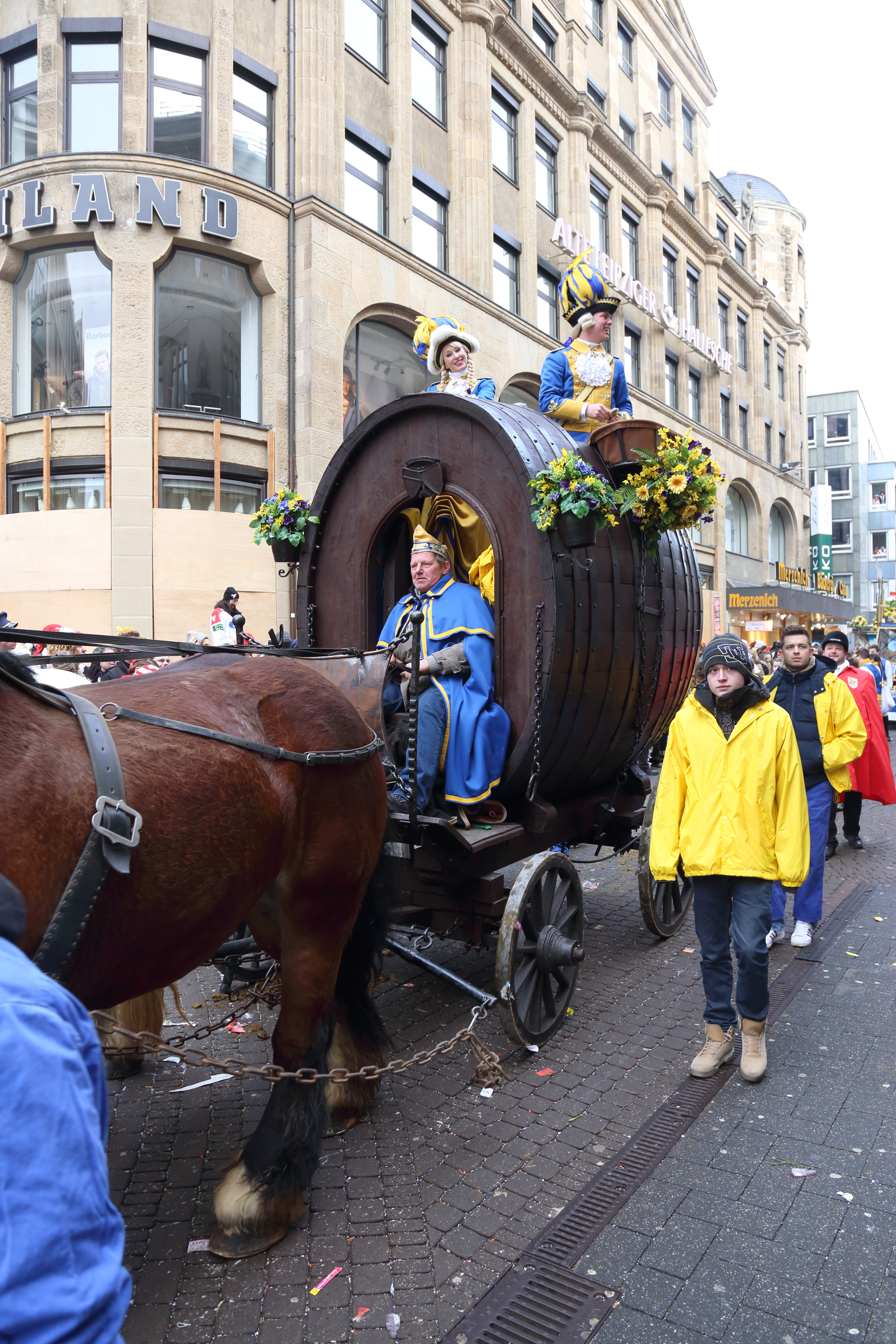
Riesenfass auf Rädern: Wagen des Tanzpaares

Die Karnevalsgesellschaft Bürgergarde „blau-gold“ von 1904 e. V. Köln ist eines der neun Traditionskorps im Kölner Karneval sowie ordentliches Mitglied im Festkomitee Kölner Karneval und Mitglied im Bund Deutscher Karneval.

## Geschichte
Die Bürgergarde „blau-gold“ ist ein Traditionskorps im Kölner Karneval. Die Karnevalsgesellschaft hat ihre Wurzeln im Stadtteil Köln-Ehrenfeld. 1845 gegründet, erhielt Ehrenfeld 1867 Gemeinderechte, 1879 das Stadtrecht. Die eigenständige Stadt Ehrenfeld mit den Stadtfarben „blau und gold“ wurde 1888 nach Cöln eingemeindet. Die Bürgergarde wurde 1904 als Große Cöln-Ehrenfelder Carnevals-Gesellschaft gegründet. Im gleichen Jahr nahm die Gesellschaft am Rosenmontagszug 1904 teil. 1924 erfolgte der Zusammenschluss mit der Allgemeinen Ehrenfelder Karnevalsgesellschaft von 1911 zur Großen Allgemeinen Ehrenfelder Karnevalsgesellschaft von 1904. 
Nach dem Zweiten Weltkrieg formierte sich die KG neu. Vertreter der Großen Allgemeinen Ehrenfelder Karnevalsgesellschaft taten sich mit dem Club Ehrenfelder Karnevalisten „Heliosianer“ um Hanns Chantrain zusammen. Dieser Club bestand seit 1951 und gründete am 23. März 1953 im „Latänche“ in der Rothehausstraße die Karnevalsgesellschaft „Funkengarde blau-gold e.V.“. Der Name der neuen Gesellschaft gefiel dem damaligen Festkomitee-Präsidenten Thomas Lissem gar nicht: „Et jitt esu vill Funke en Kölle, mer soll se nit verwässere, söns jon se us“, so seine Worte. Sein Vorschlag war, sich mit den ehemaligen Präsidenten der 1904 gegründeten „Großen Ehrenfelder“ und „Allgemeinen Ehrenfelder“ zu vereinigen. So entstand 1955 die „Große Allgemeine Ehrenfelder Karnevalsgesellschaft blau-gold“, kurz GAE „blau-gold“. Hanns Chantrain wurde ihr erster Präsident. Fahne und Präsidentenkette der Großen Ehrenfelder KG von 1904 wurden übernommen.
1971 formierte der Ehrenfelder Geschäftsmann und Senator der „Große Allgemeine Ehrenfelder Karnevalsgesellschaft blau-gold“, Hans Wallpott, eine Wache aus Bürgergardisten in blau-goldenen friederizianischen Uniformen. Diese Wache der GAE firmierte fortan als „Bürgergarde blau-gold“. Hans Wallpott war der erste als Kommandant. Das neu aufgestellte Korps mit seinem Tanzpaar feierte ab 1972 erste Erfolge im Ehrenfelder und Kölner Sitzungskarneval. Der Entwicklung zur Korpsgesellschaft Rechnung tragend, wurde in der Jahreshauptversammlung am 28. April 1981 der Vereinsname umbenannt in Bürgergarde „blau-gold“ von 1904 e.V. Köln.
Die Bürgergarde ist Gründungsmitglied und eine der Trägergesellschaften des 1953 gegründeten Arbeitskreis Ehrenfelder Dienstagszug (heute Festausschuss Ehrenfelder Karneval (FEK)), der seit 1954 den am Veilchendienstag stattfindenden Ehrenfelder Dienstagszug organisiert. Der „Ihrefelder Kinderzoch“ ist bis haute der größte der Kölner Stadtteilumzüge. Zu zehnjährigen Bestehen des Ehrenfelder Dienstagszuges 1965 trat erstmals das Ehrenfelder Kinderdreigestirn auf. In den ersten Jahren wurde das Kinderdreigestirn von der Bürgergarde und der Bürgervereinigung Köln-Ehrenfeld ausgesucht und betreut (Hans und Annemie Wallpott). Die Idee aus Ehrenfeld wurde später in das Kölner Kinderdreigestirn überführt. Vor einigen Jahren hat das Festkomitee Kölner Karneval die Schirmherrschaft für das Kinderdreigestirn übernommen.
Am 10. Februar 2001 wurde die Bürgergarde vom damaligen Festkomitee-Präsidenten Hans-Horst Engels zum Traditionskorps ernannt.
In der Session 2010/2011 stellte die Bürgergarde „blau-gold“ mit Frank Steffens als Prinz Frank I., Günter Flüch als Bauer Günter und Hans René Sion als Jungfrau Reni erstmals ein Dreigestirn im Kölner Karneval.
Das Korps der Gesellschaft gliedert sich in Gardisten und Offiziere, einem Regimentskoch sowie dem Tanzpaar mit Marie und Tanzoffizier. Ein Regimentsspielmannszug und ein Regimentsmusikzug begleiten das Korps bei Auftritten und in den Zügen. Seit 2003 existiert mit den „Tanzmäusen blau-gold“ eine Kinder- und Jugendtanzgruppe für Kinder und Jugendliche von 4 bis 18 Jahren unter der Leitung der ehemaligen Tanzmarie Monika Rodenkirch. 

## Der „Blau-Gold-Turm“

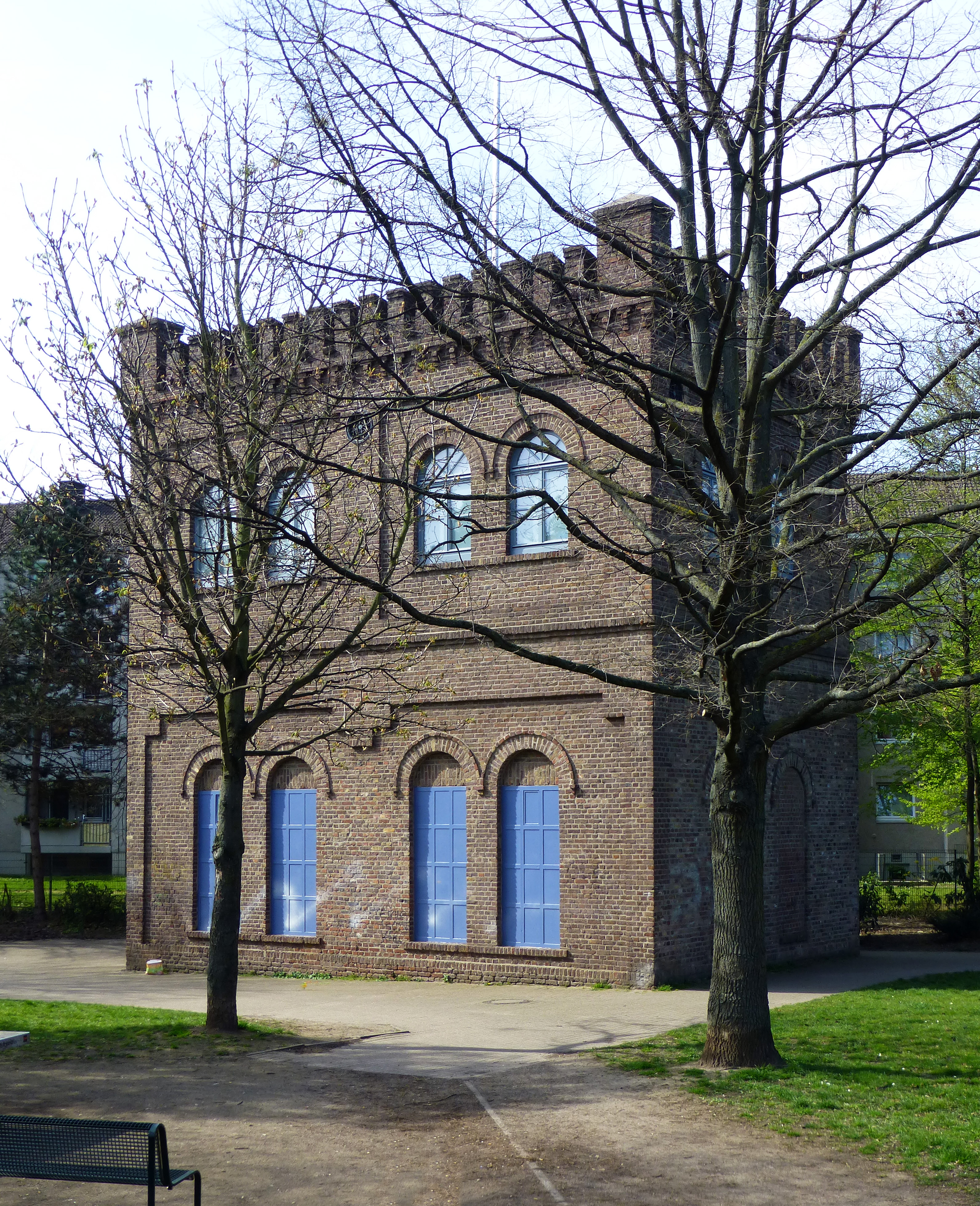
Blau-Gold-Turm

Domizil der Bürgergarde ist ein historischer Wasserturm aus dem Jahr 1890 der ehemaligen Wilhelm Leyendecker & Cie. GmbH im heutigen Leo-Amann-Park in Köln-Ehrenfeld. Eher zufällig entdeckte 1982 Bürgergarde-Präsident Hans Wallpott († 2017) bei Abrissarbeiten der Fabrikanlage den Turm inmitten der Fabrikruinen. Wallpott konnte die Stadtkonservatorin Hiltrud Kier vom Erhalt des Turmes überzeugen und 1983 gründete sich der gemeinnützige „Verein der Freunde und Förderer Blau-Gold-Turm“. Die Bürgergarde sorgte für die Restaurierung des Industriedenkmals und gab ihm den Namen „Blau-Gold-Turm“. Die Bürgergarde ist per Erbbaurechtsvertrag Eigentümer des Turms bis ins Jahr 2085. Im Turm steht auch die Justitia des alten Ehrenfelder Rathauses der ehemaligen Stadt Ehrenfeld. Ein Abguss der Statue befindet sich im Amtsgericht Köln.

## Der Senat
Der Senat der Bürgergarde wurde 1953 gegründet. Der Senat ist das finanzielle Rückgrat des Vereins und trägt wesentlich zur Förderung und zur Erfüllung der satzungsgemäßen Zwecke und des Gesellschaftslebens des Vereins bei. Ziel ist die finanzielle und ideelle Unterstützung des aktiven Korps. Dem Senat gehören etwa 85 aktive Mitglieder und 10 Ehrensenatoren an. Senatspräsident ist Hans Peter Eberhardt-Dembeck (Stand 2022). Beim Rosenmontagszug ist der Senat der Bürgergarde mit einem eigenen Festwagen vertreten.